# Droits de l'homme en Allemagne

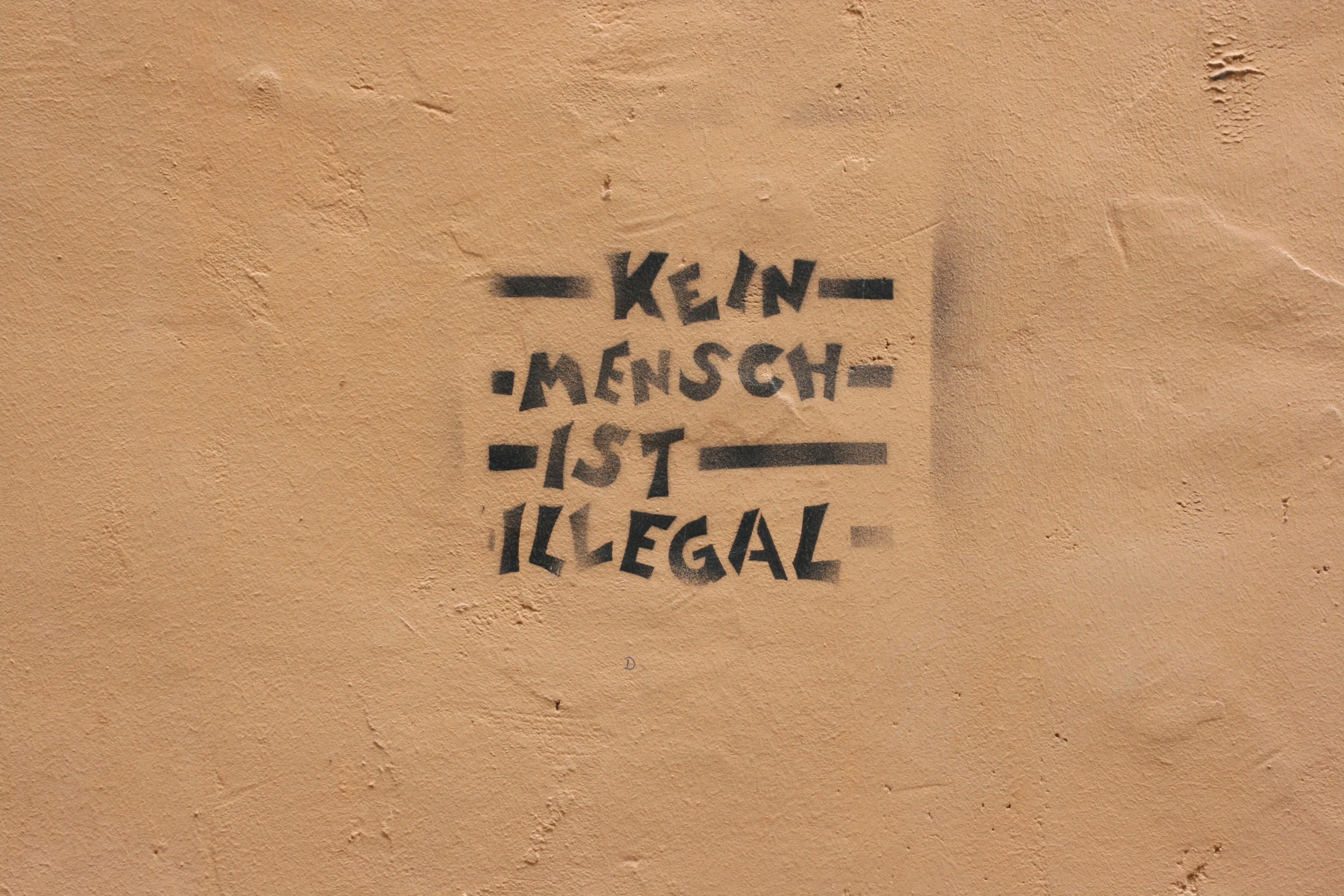
Tag à Görlitz, en Allemagne. Il est écrit «Personne n'est illégal».

Les droits de l'homme en Allemagne sont inscrits et protégés par la Loi fondamentale de la République fédérale d'Allemagne. Les rapports des organisations indépendantes comme Amnesty International certifient un niveau élevé de respect des droits de l'homme, bien qu'en soulignant plusieurs problèmes, en particulier la brutalité policière et la maltraitance des réfugiés politiques.
Sur l'Indice de perception de la corruption établi par l'ONG Transparency International, l'Allemagne est classée 15e en 2010 sur 182 pays. En termes de liberté de presse, l'Allemagne occupe en 2013 la 17e place du Press Freedom Index établi par l'ONG française Reporters sans frontières.

## Traités internationaux
- Convention internationale sur l'élimination de toutes les formes de discrimination raciale (ratifiée en 1969)
- Pacte international relatif aux droits civils et politiques (ratifié en 1973)
- Pacte international relatif aux droits économiques, sociaux et culturels (ratifié en 1992)
- Convention sur l'élimination de toutes les formes de discrimination à l'égard des femmes (ratifiée en 1985)
- Convention contre la torture (ratifiée en 1990)
- Convention relative aux droits de l'enfant (ratifiée en 1992)
- Convention relative aux droits des personnes handicapées (ratifiée en 2009)
- Convention des Nations unies contre la corruption (ratifiée en 2003)